# Convexitat d'un bo
La convexitat d'un bo és una mesura de la sensibilitat de la duració d'un bo davant la variació dels tipus d'interès. En general, com més alta sigui la convexitat d'un bo, més sensible serà el preu del bo davant reduccions del tipus d'interès, mentre que ho serà en menor proporció als increments. Per tant, davant dos bons iguals, un inversor preferirà aquell bo de major convexitat.

## Càlcul de la convexitat
La duració d'un bo és un mesura linear o primera derivada de com varia el preu d'un bon respecte als canvis en els tipus d'interès. A mesura que els tipus d'interès canvien, el preu del bo no canvia linealment, sinó que canviarà formant una funció corba respecte als tipus d'interès. Quan més convexa sigui la corba, més inacurada serà l'aproximació a les variacions en el preu del bo que ofereix la duració. Per aquesta raó es calcula la convexitat del bo, que és una mesura de la curvatura o segona derivada de com canvia el preu d'un bo respecte del tipus d'interès.